# Robert Ker (3e comte de Roxburghe)
Robert Ker (c. 1658 - 6 mai 1682) est un noble écossais.

## Biographie
Il est le fils aîné de quatre garçons nés de William Ker (2e comte de Roxburghe) et de l'hon. Jane Ker, qui est sa cousine germaine. Il a pour frères cadets William Ker, qui est shérif de Tweeddale, et John Ker (2e Lord Bellenden) (en), qui a ensuite pris le nom de famille Bellenden et est devenu le 2e Lord Bellenden de Broughton (après avoir hérité de leur cousin germain, William Bellenden (1er Lord Bellenden) (en), fils de Sir James Bellenden de Broughton et Margaret Ker). Sa seule sœur, Lady Jean Ker, est mariée à Colin Lindsay (3e comte de Balcarres), un partisan éminent de Jacques II d'Angleterre.
Ses grands-parents paternels sont John Drummond, 2e comte de Perth, et Lady Jean Ker (la fille aînée de Robert Ker (1er comte de Roxburghe)). Le frère aîné de son père est James Drummond, 3e comte de Perth. Son cousin, James Drummond (4e comte de Perth), est créé le duc de Perth dans la pairie jacobite en 1701. Ses grands-parents maternels sont l'hon. Harry Ker et Lady Margaret Hay (fille unique de William Hay, 10e comte d'Erroll et Lady Anne Lyon, fille de Patrick Lyon, 1er comte de Kinghorne). Après la mort de son grand-père, sa grand-mère s'est remariée avec John Kennedy (6e comte de Cassilis) (en).
À la mort de son père en 1675, Robert Ker, 17 ans, hérite des titres et des domaines comme 3e comte de Roxburghe.
En 1680, il est conseiller privé. En 1681, il est shérif principal de Selkirk, également shérif de Roxburgheshire et Baillie de Melrose.

## Famille
Le 10 octobre 1675, il épouse Lady Margaret Hay, fille aînée de John Hay (1er marquis de Tweeddale) et Lady Jean Scott, deuxième fille de Walter Scott (1er comte de Buccleuch). Ensemble, ils ont :
- Robert Ker, 4e comte de Roxburghe ( c. 1677 –1696), décédé célibataire.
- John Ker (1er duc de Roxburghe) ( c. 1680 –1741), qui épouse Lady Mary Savile, veuve de William Savile (2e marquis d'Halifax) et enfant unique de Daniel Finch (2e comte de Nottingham)
- William Ker (mort en 1741), qui combat sur le continent sous le duc de Marlborough et est présent à la bataille de Sheriffmuir. Il est valet de la chambre à coucher du prince de Galles en 1714 et est député de Berwick et Dysart Burghs[7]

Roxburghe est décédé le 6 mai 1682 et son fils aîné, Robert, lui succède. Comme Robert meurt célibataire quatre ans plus tard, le titre passe à son deuxième fils, John, qui est créé lord Ker de Cessford et Cavertoun, vicomte de Broxmouth, comte de Kelso, marquis de Bowmont et Cessford, et le 1er duc de Roxburghe le 25 avril 1707.